# The Comedy Awards
The Comedy Awards is een jaarlijkse prijs voor de beste komedie, uitgereikt door de Amerikaanse televisiezender Comedy Central. De eerste ceremonie vond plaats op 26 maart 2011 en werd in de Verenigde Staten op 10 april 2011 uitgezonden. In Nederland wordt de uitzending op 22 april 2011 uitgezonden door Comedy Central.
The Comedy Awards zijn de tweede poging van Comedy Central voor Comedy awards, nadat in 2003 eenmalig de Commie Awards werden uitgereikt.

## Categorieën
In de volgende categorieën worden er prijzen uitgereikt:

### Film
- Comedy Film
- Geanimeerde Comedy Film
- Comedy Acteur - Film
- Comedy Actrice - Film
- Comedy Screenplay
- Comedy Regisseur - Film

### Televisie
- Comedy Serie
- Comedy Acteur - Televisie
- Comedy Actrice - Televisie
- Late Night Comedy Serie
- Sketch Comedy/Alternative Comedy Serie
- Stand-Up Special
- Geanimeerde Comedy Serie
- Comedy Script - Televisie
- Comedy Regisseurs - Televisie

### Kijkers keuze
- Breakthrough Performer
- Best Viral Original

### Speciale Awards
- Johnny Carson Award voor Uitstekende Comedy[4]
- Comedy Icon Award[5]

## Winnaars

### 2011

#### Film
- Comedy Film: The Other Guys
- Geanimeerde Comedy Film: Toy Story 3
- Comedy Acteur: Zach Galifianakis, Dinner for Schmucks
- Comedy Actrice: Tina Fey, Date Night
- Comedy Screenplay: Hot Tub Time Machine
- Comedy Regisseur: Edgar Wright, Scott Pilgrim vs. the World

#### Televisie
- Comedy Serie: Modern Family
- Comedy Acteur: Alec Baldwin, 30 Rock
- Comedy Actrice: Kristen Wiig, Saturday Night Live
- Late Night Comedy Serie: The Daily Show with Jon Stewart
- Sketch Comedy/Alternative Comedy Serie: Childrens Hospital
- Stand-Up Special: Louis C.K.: Hilarious
- Geanimeerde Comedy Serie: South Park
- Comedy Script: 30 Rock
- Comedy Regisseurs: Modern Family

#### Kijkers keuze
- Breakthrough Performer: Daniel Tosh
- Best Viral Original: Auto-Tune the News: Bed Intruder Song[6]